# Липский, Любомир
Любомир Липский (чеш. Lubomír Lipský; 19 апреля 1923, Пельгржимов — 2 октября 2015, Прага) — чешский и чехословацкий актёр театра и кино. Заслуженный артист Чехословакии (1977).

## Биография

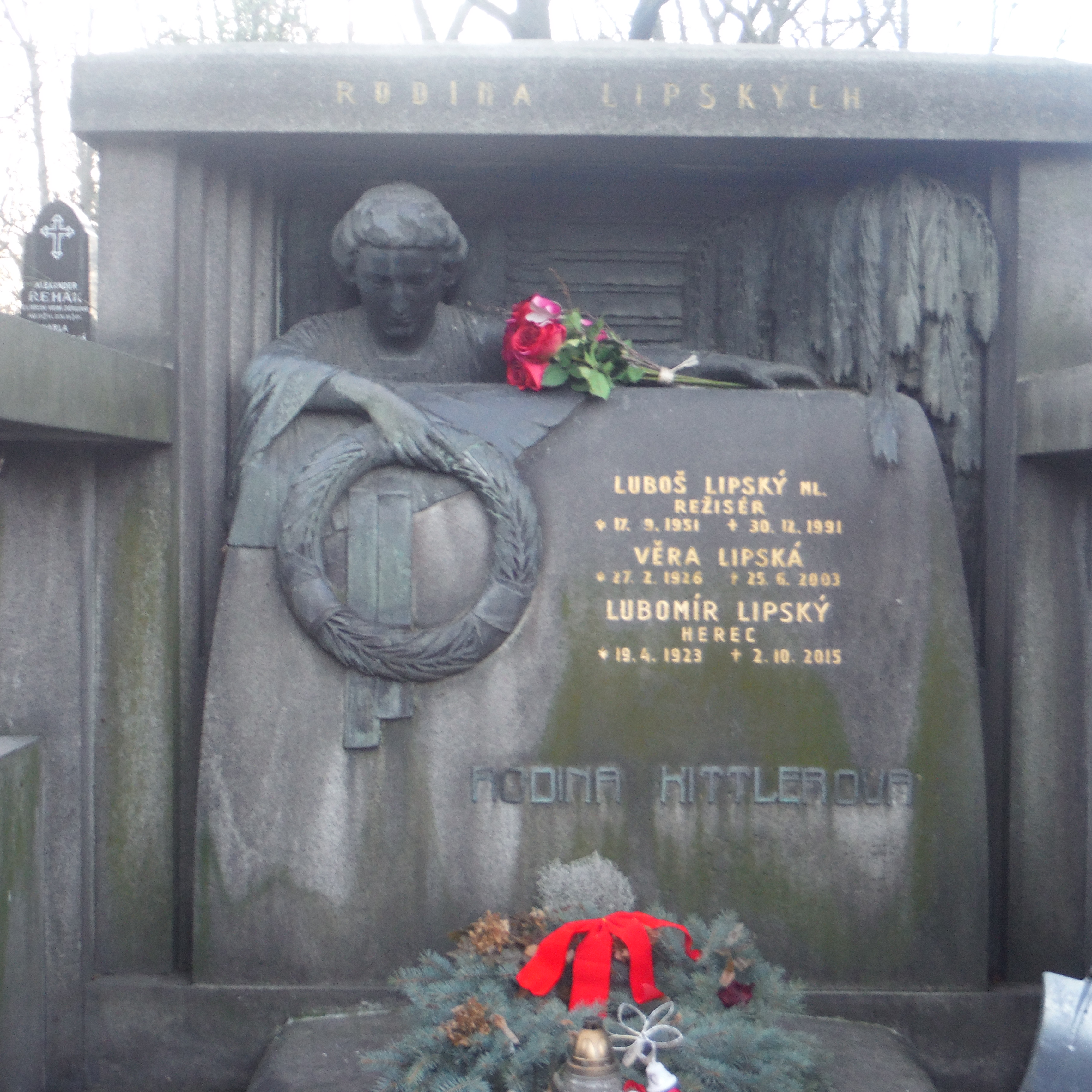
Памятник на могиле Л. Липского

Сын кондитера. Родители, увлечённые театром энтузиасты, привили детям любовь к искусству. Его младший брат — актёр и режиссёр Олдржих Липский.
Со школьной скамьи занимался в драматическом кружке, который создал вместе с братом О. Липским и О. Крейча.
Окончив реальную гимназию, отправился учиться в Праге, Любомир обучался театральному искусству и эстетике на факультете искусств Карлова университета.
В 1945 году был одним из основателей Театра Сатиры в Праге. В 1950—1990 годах играл на сцене муниципальных театров Праги, с 1996 года выступал в театре ABC (Divadlo ABC) и в театре На Езерце.
Амплуа — актёр комедийного жанра.
С 1946 года снимался в кино, сыграл сотни ролей. Участвовал во многих ТВ-сериалах, таких как «Приключения судебного эксперта», «Серебряная вена», «Маленький Питавал из большого города», «Известные сказки о бандитах», «Цирк Умберто», «Сатурнин», «Правая шестёрка», «Жандармский юмор» и «Больница на окраине города двадцать лет спустя и др».
Похоронен на Ольшанском кладбище Праги.

## Избранная фильмография
- 1948 — Железный дед
- 1949 — Дикая Бара — бакалавр
- 1950 — Победные крылья — Карел Врба
- 1951 — Курица и пономарь — Карл, сын Возницы
- 1951 — Пекарь императора — Император пекарей — алхимик
- 1954 — Самый лучший человек
- 1955 — Жил-был король — Храбрый принц
- 1955 — Гора на ветру — сержант-пограничник
- 1956 — Поправьте фокус!
- 1957 — Отправление 13:30 — пассажир Бялик
- 1958 — Звезда едет на юг — Голпуч, тромбонист
- 1962 — Человек первого века — начальник снабжения (дублирует Ф. Яворский)
- 1966 — Сокровище византийского купца — редактор Альфред Худек
- 1969 — Я убил Эйнштейна, господа — профессор Фрэнк Пех
- 1970 — Четырёх убийств достаточно, дорогая — Джордж Камель
- 1976 — Да здравствуют духи! — Антонин Юза, директор филиала магазина самообслуживания
- 1983 — Три ветерана — гном
- 1987 — Посторонним вход разрешён / Cizím vstup povolen (ЧССР, СССР) — Карл Карлович Механэк
- 2007 — Ягоды

## Награды
- 1977 — Заслуженный артист Чехословакии
- 1994 — Премия Senior Prix
- 1997 — Премия Талия (Thálie) в области музыкальной оперетты
- 2005 — Премия Талия (Thálie) за пожизненный вклад в культуру Чехии
- 2008 — Премия Франтишека Филиповского за пожизненный вклад в области дубляжа
- 2012 — Серебряная медаль председателя Сената Чехии[6]
- 2013 — внесен в Зал Славы Телевидения
- 2013 — Медаль «За заслуги» (Чехия) 1 степени